# Дивізіон Чамбал
Дивізіон Чамбал є адміністративною географічною одиницею штату Мадх'я Прадеш. Місто Морена є адміністративним центром дивізіону. Станом на  2010 дивізіон мав у своєму складі три округи: Морена, Бхінд і Шеопур.

## Округи
| Округ   | Адмінцентр | Площа км² | Населення (Перепис: 2001) | Густота чол/км² |
| ------- | ---------- | --------- | ------------------------- | --------------- |
| Бхінд   | Бхінд      | 4.459     | 1.426.951                 | 320             |
| Морена  | Морена     | 4.991     | 1.587.264                 | 318             |
| Шеопур  | Шеопур     | 6.585     | 559.715                   | 85              |
| Загалои | .          | 16.035    | 3.373.930                 | 209             |

| Індія | Це незавершена стаття з географії Індії. Ви можете допомогти проєкту, виправивши або дописавши її. |

26°30′ пн. ш. 78°00′ сх. д. / 26.5° пн. ш. 78° сх. д.